# Progressivité
En linguistique, la progressivité est la capacité d'un texte à offrir une continuité de progression du discours, c'est une composant de la cohésion. Le discours ainsi qualifié est réputé sans trou. Il fait passer l'auditeur du concept de départ au concept d'arrivée sans être obligé de faire des hypothèses quant aux différentes étapes. C'est de fait un paramètre clef dans la cohérence du langage naturel.